# LGM-25C 타이탄 II
LGM-25C 타이탄 II는 미국의 ICBM이다.

## 하이드라진
미국은 고체연료 ICBM을 선호하고, 러시아는 하이드라진 액체연료 ICBM을 선호한다. 타이탄 II는 미국의 초창기 ICBM으로서, 하이드라진 액체연료를 사용하는 점이 특징이다.
하이드라진 액체연료는 강한 인체 독성으로 남자는 불임, 여자는 폐암을 유발하지만, 로켓에 주입한 상태로 수주일간 보관이 가능하여, 러시아, 중국, 북한 등의 잠수함 발사용 SLBM, 지하 사일로나 트럭 발사용 ICBM 등에 많이 사용된다.

## 발사시간
1세대 ICBM은 반(半)지하 사일로나 지하 사일로에 보관되었다. 하지만 장기 보관이 어려운 액체산소 때문에 실효성에 많은 의문이 제기되었다. ICBM은 연료를 주입하는 데 15분 이상이 걸리고 엘리베이터를 이용해 밖으로 끄집어내 발사해야 하므로, 소련의 선제공격에 맞서 반격하는 데 30분 이상이 걸렸다.
에어로제트는 케로신 대신에 아에로진50(UDMH +히드라진), 액체산소 대신에 사산화질소의 사용을 검토했다. 이러한 노력으로 저장성 추진제를 사용하는 타이탄-2가 개발됐다. 타이탄-2는 버튼만 누르면 지하 사일로에서 60초 내에 발사가 가능했다.

## W53 핵탄두
타이탄 II는 무게 3.69톤, 폭발력 TNT 9메가톤인 W53 핵탄두 1개를 탑재한다.
9메가톤 수소폭탄은 직경 5.5 km의 화구를 만든다. 열폭풍은 반경 32 km의 사람에게 치명적인 화상을 입힌다. 반경 14 km의 대부분의 주거용, 산업용 시설을 파괴한다. 반경 5.87 km의 모든 지상시설이 파괴된다. 반경 3.62 km의 사람들에게 500 렘의 방사능이 노출된다. 열폭풍에 의한 화상을 제외하고도 방사능만으로 50~90%의 치사율을 갖는다.

## 제미니 계획
하이드라진이 인체에 유해한 액체연료이지만, 타이탄 II는 제미니 계획의 유인우주선 발사에 사용되었다. 1965년 3월 무게 3.2톤인 제미니 3호는 미국 최초의 2인승 유인우주선이 되었으며, 1966년 11월 제미니 12호까지 20명의 우주인을 궤도에 올렸다.

## 대한민국
2019년 발사예정인 대한민국의 KSLV-2 우주로켓은 2단을 제외하고 1단, 3단만 사용하면 타이탄 II와 길이, 무게, 2단 액체연로 엔진 등, 전체적으로 유사하다.

## 같이 보기
- 타이탄 (로켓)